# 付志洪
付志洪（1977年4月29日—），中华人民共和国企业家、政治人物、全国脱贫攻坚先进个人。

## 生平
付志洪任洪雅县中山镇前锋村党支部书记。因在脱贫攻坚战中作出突出贡献，2021年2月25日全国脱贫攻坚总结表彰大会上，付志洪被授予“全国脱贫攻坚先进个人”。